# 李际均
李际均（1934年5月—2023年1月13日），吉林长春人，中国人民解放军中将，曾任军事科学院副院长。

## 生平
李际均1950年参军入伍，1953年加入中国共产党。他曾参加抗美援朝，历任学员、见习译电员、译电员、助理员、参谋、助理研究员、干事、秘书、副处长、处长、室主任、师长。1985年，任陆军第三十八集团军军长。1988年，被授予中将军衔。后历任中央军委办公厅副主任、主任、军事科学院副院长。
他还是中国共产党第十二届中央委员会候补委员、委员（1985年9月增选），第十三届、第十四届中央委员会委员，中国人民政治协商会议第九届全国委员会委员。
2023年1月13日，李际均因病医治无效，于北京逝世，享年89岁。新华社于2月7日发布讣告，后刊登在2月13日的《人民日报》与4月2日的《解放军报》。